# Antístenes de Rodes
Antístenes de Rodes (en llatí Antisthenes, en grec antic Ἀντισθένης) fou un historiador grec que va viure a l'entorn de l'any 200 aC.
Va participar activament en la política de l'illa de Rodes i va escriure la història del seu temps, que encara que era parcial a favor de Rodes, Polibi en parla elogiosament. Plutarc esmenta un historiador de nom Antístenes Meleagris del que cita un dels seus llibres. Plini el Vell a la seva Naturalis Historia, també menciona un Antístenes que va escriure sobre les piràmides. No se sap si es tracta de la mateixa persona. Diògenes Laerci també parla d'un historiador amb el nom d'Antístenes d'Efes.